# Nippocryptus
Nippocryptus is een geslacht van insecten uit de orde vliesvleugeligen (Hymenoptera) en de familie Ichneumonidae.

## Soorten
- N. alutaceus (Tschek, 1871)
- N. granulosus Jonathan, 1999
- N. himalayensis Jonathan, 1999
- N. misippus (Cameron, 1904)
- N. quadriannulatus (Gravenhorst, 1829)
- N. rufofemoratus Jonathan, 1999
- N. vittatorius (Jurine, 1807)